# Anne-Monika Spallek

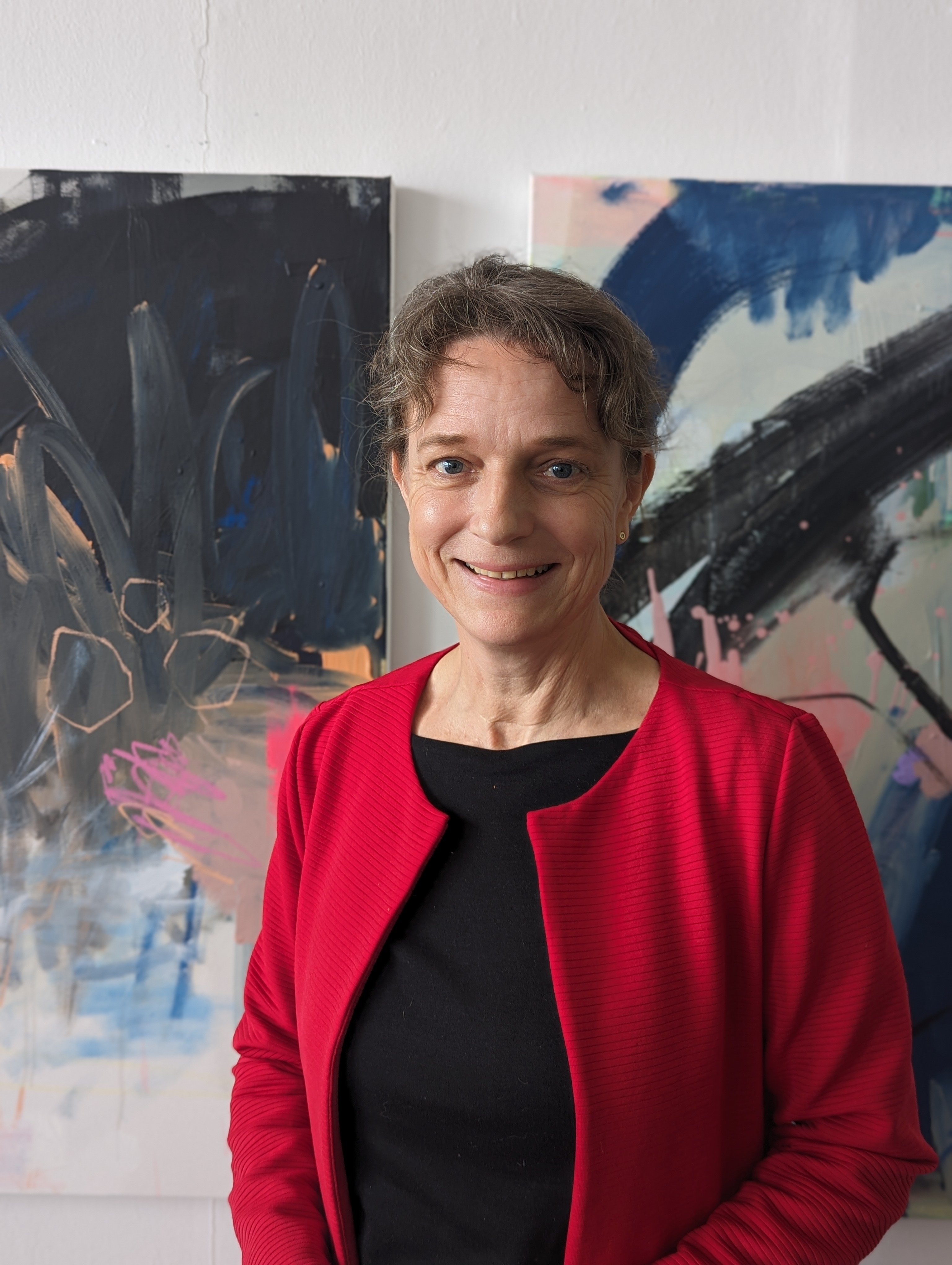
Anne-Monika Spallek (2024)

Anne-Monika Spallek (auch: Anne Monika Spallek; * 16. Januar 1968 in Appelhülsen) ist eine deutsche Politikerin (Bündnis 90/Die Grünen). Sie war von 2021 bis 2025 Abgeordnete im 20. Bundestag.

## Leben
Spallek ist 1968 in Appelhülsen geboren, promovierte Mathematikerin mit Nebenfach Wirtschaft am Max-Planck-Institut in Bonn und Unternehmensberaterin. Sie ist seit 1993 Unternehmensberaterin mit den Schwerpunkten Organisations-/Betriebsoptimierung, Wirtschaftlichkeitsanalysen und öffentliche Verwaltung. Seit 1999 betreibt sie in Billerbeck zusammen mit ihrer Familie einen Pensionsbetrieb für alte Pferde. Anne-Monika Spallek ist 2015 in den Grünen Ortsverband Billerbeck eingetreten, war von 2016 bis 2020 Sprecherin des Kreisverbandes Coesfeld. Seit 2016 ist sie Sprecherin der Landesarbeitsgemeinschaft Wald, Landwirtschaft und ländlicher Raum Grüne NRW. Beisitzerin im Bezirksvorstand Westfalen ist sie seit 2017. Im Länderrat Grüne NRW war sie von 2019 bis 2021 Delegierte. Seit 2015 ist sie sachkundige Bürgerin in Ausschüssen des Rates der Stadt Billerbeck und des Coesfelder Kreistags in welchen sie von den Kommunalwahlen 2020 bis zu ihrem Einzug in den Bundestag auch ordentliches Mitglied war.

## Abgeordnete
Spallek wurde bei der Bundestagswahl 2021 über die Landesliste in den 20. Deutschen Bundestag gewählt. Im April 2024 gab sie bekannt, bei der Bundestagswahl 2025 nicht erneut kandidieren zu wollen.